# Bob Woolmer

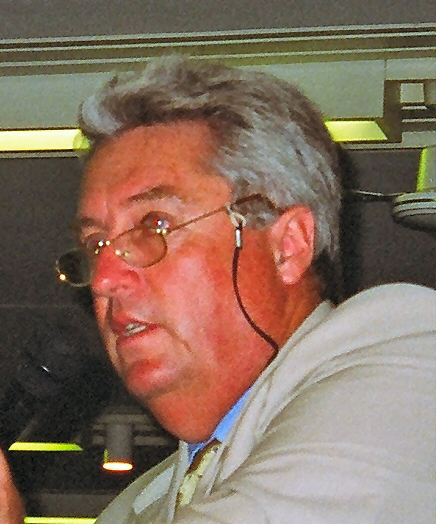
Bob Woolmer eind 2005

Robert Andrew (Bob) Woolmer (Kanpur, India, 14 mei 1948 – Kingston (Jamaica), 18 maart 2007) was een Engelse cricketspeler en -coach.
Hij speelde county-cricket voor Kent en maakte zijn debuut in de Engelse ploeg in 1975. Woolmer kwam in 19 Test Matches en zes eendaagse wedstrijden voor het nationale team uit. Zijn internationale carrière eindigde nadat hij in 1982 deel uitmaakte van een groep cricketers die, tegen de uitdrukkelijke wens van de Engelse bond in, een tour door Zuid-Afrika maakten.
Woolmer begon zijn trainersloopbaan in 1968. In 1984 emigreerde hij naar Zuid-Afrika, waar hij onder andere werkte als leraar lichamelijke oefening in Kaapstad. Van 1994 tot 1999 was hij er ook bondscoach. Daarna keerde hij naar Engeland terug, waar hij voor de Britse bond werkte.
In 2004 werd Woolmer bondscoach van Pakistan. Zijn ploeg kwam in augustus 2006 in opspraak tijdens een Test Match tegen Engeland. Spelers zouden met de bal geknoeid hebben; de wedstrijd werd gestaakt. Woolmer leidde Pakistan naar kwalificatie voor het WK 2007. Op 18 maart werd hij, de dag na een onverwachte nederlaag tegen Ierland, buiten bewustzijn in zijn hotelkamer aangetroffen. Hij overleed kort daarop in een ziekenhuis. Op 22 maart meldde de Jamaicaanse politie dat uit autopsie was gebleken dat Bob Woolmer door wurging om het leven was gekomen.
Na de dood van Woolmer barstten speculaties los over het mogelijke motief. Op cricketwedstrijden wordt veel gegokt, waardoor de mogelijkheid bestaat dat criminelen wedstrijden beïnvloeden. De Pakistaanse cricketer Sarfraz Nawaz suggereerde dat criminele goksyndicaten achter de moord zouden hebben gezeten, omdat Woolmer iets van deze zaken af zou kunnen hebben geweten. Woolmer was de laatste tijd van zijn leven bezig met zijn memoires, maar zijn co-auteur ontkende na zijn dood dat hierin onthullingen over dergelijke praktijken zouden komen. Niet uitgesloten werd ook dat zijn dood niets met cricket te maken had: Jamaica heeft het hoogste aantal moorden ter wereld. In het hotel waar Woolmer stierf werden in de achttien maanden ervoor drie anderen vermoord.
Op 30 april meldde het BBC-actualiteitenprogramma "Panorama" dat Woolmer voor hij gewurgd zou zijn gedrogeerd zou zijn met een middel dat hem hulpeloos had gemaakt. Roof als motief werd door de politie uitgesloten, omdat er niets gestolen was. Naar aanleiding van de dood van Woolmer werden alle Pakistaanse spelers gehoord en naar verluidt werd van allen DNA-materiaal afgenomen.
Met hulp van Scotland Yard werd een nieuw onderzoek naar de dood van Woolmer gehouden, en daar bleek uit dat hij helemaal niet is vermoord, maar gestorven is aan een hartaanval. De dood van Woolmer werd onderzocht door drie buitenlandse pathologen en die veegden de vloer aan met de eerste autopsie: er was geen sprake van wurging. Na dit nieuwe onderzoek werd de zaak door de Jamaicaanse politie gesloten.